# Thomas Zeller (Filmemacher)

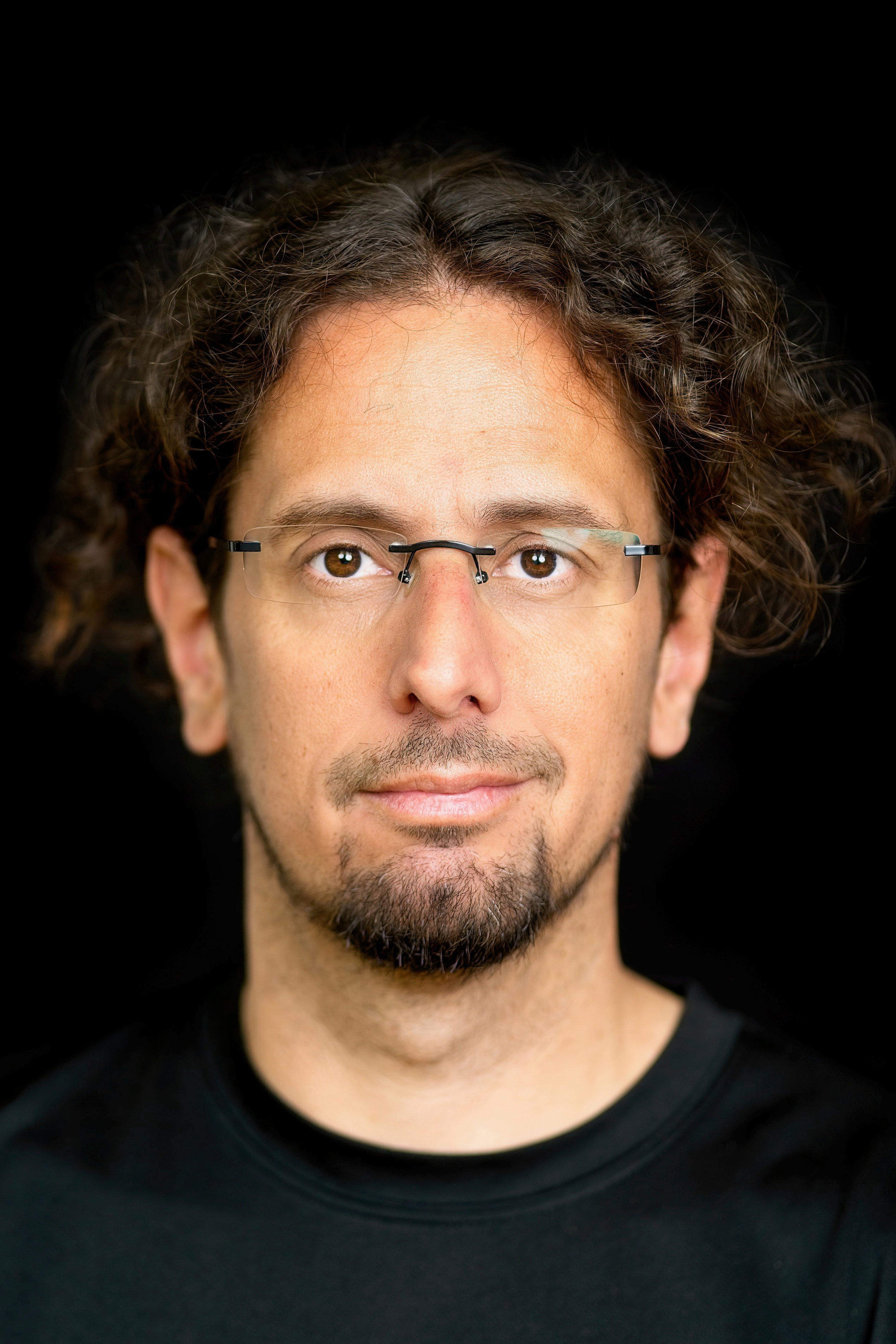
Thomas Zeller (2021)

Thomas Zeller (* 27. November 1974 in St. Pölten) ist ein österreichischer Regisseur, Kameramann, Cutter und Produzent von Kurzfilmen, TV- und Kinodokumentarfilmen sowie Fotograf. Seit dem Jahr 2000 ist er Inhaber der Filmgut Filmproduktion in Kilb.

## Leben
In Niederösterreich aufgewachsen, absolvierte Thomas Zeller nach seinem Schulabschluss eine technische Lehre. Mitte der 1990er-Jahre begann er seine Arbeit als Kameraassistent beim Österreichischen Rundfunk (ORF), wenig später wurde er als Kameramann für ORF-Universum-Produktionen engagiert. Bis Mitte der 2010er-Jahre war er für zahlreiche preisgekrönte Produktionen aus dieser Sendereihe tätig.
Im Jahr 2000 gründete er sein eigenes Unternehmen im Dokumentarfilmbereich (Filmgut) das er bis heute führt. In all seinen Filmen zeichnet er neben seiner Tätigkeit als Produzent auch als Regisseur (seit 2017 immer wieder gemeinsam mit Christine Lechner) und Kameramann verantwortlich. Seinen ersten dokumentarischen Langfilm „Vom Landleben“, in dem er den Alltag in seiner Heimatgemeinde Kilb beschreibt, produzierte Thomas Zeller 2009. Im Jahr 2017 folgte mit dem Dokumentarfilm „American Dream Stories“ der erste Teil der American Series. Darin wird der Blick aus einem Zugwaggon mit Erzählungen zum Amerikanischen Traum verknüpft. Der zweite Teil der American Series folgte 2022 unter dem Titel „American Wall“ und beschreibt das Leben und Arbeiten sowie die Herausforderungen an der Grenze zu Mexiko. Der Film wurde beim 30. Arizona International Film Festival mit dem Special Jury Award for Outstanding Cinematography ausgezeichnet.
Darüber hinaus produziert Thomas Zeller gemeinsam mit dem ORF Dokumentarfilme für die Sendereihe „Erlebnis Österreich“.
Er ist Mitglied bei dok.at, der Interessengemeinschaft Österreichischer Dokumentarfilm.
Seit den 2010er-Jahren ist Thomas Zeller auch als Fotograf tätig.

## Filmografie (Auswahl)
- Vierkanter im Herzen der Moststraße (ORF), 2025[4]
- Vielfalt erleben – Eine Reise durch das Melker Alpenvorland (ORF), 2023[5]
- American Wall (American Series, Part II), 2022
- Verborgene Schätze – Die andere Wachau (ORF), 2021[6]
- Geheimnisvolles Donautal – Strudengau und Nibelungengau in NÖ (ORF), 2019[7]
- Das Ybbstal – Von wilden Wassern und schweren Hämmern (ORF), 2017[8]
- American Dream Stories (American Series, Part I), 2017[9][10]
- Von der Magie des Wassers – Der Lunzer See in Niederösterreich (ORF), 2015[11]
- So wohnt Niederösterreich, 2013[12]
- Entlang der Erlauf (ORF), 2009[13]
- Vom Landleben, 2009[14]

## Fotografie
Seine Arbeiten reichen von (Industrie-)Architektur über Landschaftsaufnahmen bis hin zur Street Photography. Der Bildband (gemeinsam mit Christine Lechner) "American Train Stories – Blicke aus einem Zugfenster" ist 2022 erschienen und beschreibt fotografisch das Leben hinter den Kulissen, in privaten Gärten, in Höfen und Industrieanlagen – man besichtigt darin den amerikanischen Traum von seiner ungeschminkten Seite. 
In seiner Ausstellung "Begegnungszone Wirtshaus" (2025) porträtiert Zeller geschichtsträchtige Wirtshäuser in der niederösterreichischen Region Melker Alpenvorland und im angrenzenden Pielachtal. Dabei hält er mit seinen Kameras die im Verschwinden begriffene und zum Teil noch aus den 1950er-Jahren stammende Einrichtung fest und dokumentiert das Treiben der Wirtshausgäste.

## Ausstellungen
- Begegnungszone Wirtshaus, Einzelausstellung, 2025[17]
- Hoch hinaus!, Einzelausstellung, 2021[18]
- Der entscheidende Moment – 70 Jahre Syndikat Foto Film[19], 2017